# 先锋乡 (临夏县)
先锋乡，是中华人民共和国甘肃省临夏回族自治州临夏县下辖的一个乡镇级行政单位。

## 行政区划
先锋乡下辖以下地区：
丁韩村、前韩村、卢马村、赵官村、鳌头村、徐马村、大徐村、张梁村和何堡村。